# Turnbull (Familienname)
Turnbull ist ein englischer Familienname.

## Namensträger
- Agnes Sligh Turnbull (1888–1982), US-amerikanische Schriftstellerin
- Alexander Turnbull (Lacrossespieler) (1872–1956), kanadischer Lacrossespieler
- Alexander Turnbull (1884–1917), schottischer Fußballspieler, siehe Sandy Turnbull
- Alexander Horsburgh Turnbull (1868–1918), neuseeländischer Kaufmann und Bibliotheksgründer
- Andrew Turnbull, britischer Ökonom und Hochschullehrer
- Andrew Turnbull, Baron Turnbull (* 1945), britischer Verwaltungsbeamter und Politiker
- Bernard Turnbull (1904–1984), walisischer Rugby-Union-Spieler
- Bertrand Turnbull (1887–1943), walisischer Hockeyspieler
- Blayre Turnbull (* 1993), kanadische Eishockeyspielerin
- Charles Wesley Turnbull (1935–2022), US-amerikanischer Politiker
- Colin Turnbull (1924–1994), britisch-amerikanischer Anthropologe
- David Turnbull (Physiker) (1915–2007), US-amerikanischer Physiker und Materialwissenschaftler
- David Turnbull (Politiker) (* 1942), kanadischer Politiker
- David Turnbull (Fußballspieler) (* 1999), schottischer Fußballspieler
- Derek Turnbull (* 1961), schottischer Rugby-Union-Spieler
- Donald Turnbull (Don, 1909–1994), australischer Tennisspieler
- Drew Turnbull (1930–2012), britischer Rugbyspieler
- Eddie Turnbull (1923–2011), schottischer Fußballspieler
- George Turnbull (1926–1992), britischer Manager
- George Turnbull (Theologe), (1698–1748) schottischer Theologe und Philosoph
- Graham Morisson Turnbull (1931–2009), kanadischer Songwriter und Musikproduzent, siehe Scott Turner (Songwriter)
- Hamish Turnbull (* 1999), britischer Bahnradsportler
- Hector Turnbull (1885–1934), US-amerikanischer Drehbuchautor
- Herbert Westren Turnbull (1885–1961), englischer Mathematiker
- Ian Turnbull (* 1953), kanadischer Eishockeyspieler
- Jessica Turnbull (* 1995), australische Squashspielerin
- Joss Turnbull (* 1985), deutscher Welt- und Improvisationsmusiker
- June Turnbull (* um 1942), australische Badmintonspielerin, siehe June Carter (Badminton)
- Keith Turnbull (* 1982), schottischer Badmintonspieler
- Malcolm Turnbull (* 1954), australischer Politiker
- Margaret Turnbull, US-amerikanische Astronomin
- Mark Turnbull (* 1973), australischer Segler
- Maurice Turnbull (1906–1944), britischer Cricketspieler
- Michael Turnbull (Bischof) (* 1935),  englischer Bischof von Durham
- Michael Turnbull (Fußballspieler) (* 1981), australischer Fußballspieler
- Michael G. Turnbull (* 1949), US-amerikanischer Architekt
- Oswald Turnbull (1890–1970), britischer Tennisspieler
- Paul Turnbull (* 1989), englischer Fußballspieler
- Perry Turnbull (* 1959), kanadischer Eishockeyspieler
- Philip Turnbull (1879–1930), walisischer Hockeyspieler
- Randy Turnbull (* 1962), kanadischer Eishockeyspieler
- Richard Gordon Turnbull (1909–1998), britischer Kolonialbeamter, Gouverneur von Tanganjika
- Robert Turnbull (1850–1920), US-amerikanischer Politiker
- Roland Evelyn Turnbull (1905–1960), britischer Kolonialbeamter, Gouverneur von British North Borneo
- Ronald Turnbull (1914–2004), britischer Nachrichtenagent
- Ross Turnbull (* 1985), englischer Fußballspieler
- Sandy Turnbull (1884–1917), schottischer Fußballspieler
- Sara Little Turnbull († 2015), US-amerikanische Produktdesignerin
- Stephen Turnbull (Historiker) (* 1948), britischer Historiker und Japanologe
- Stephen Turnbull (Fußballspieler) (* 1987), englischer Fußballspieler
- Stuart Turnbull (* 1984), kanadischer Basketballspieler
- Travis Turnbull (* 1986), amerikanisch-deutscher Eishockeyspieler
- Wendy Turnbull (* 1952), australische Tennisspielerin
- Willard J. Turnbull (1903–1997), US-amerikanischer Geotechniker
- William Turnbull (1922–2012), britischer Bildhauer und Maler
- William D. Turnbull (1922–2011), US-amerikanischer Paläontologe